# Longages
Longages est une commune française située dans le centre du département de la Haute-Garonne, en région Occitanie.
Sur le plan historique et culturel, la commune est dans le Volvestre, constitué des vallées de l'Arize et du Volp, proche de la vallée de la Garonne, situé au sud de Toulouse et en partie nord du Couserans. Exposée à un climat océanique altéré, elle est drainée par la Louge, le ruisseau du Rabé, le ruisseau de Gragnon et par divers autres petits cours d'eau.
Longages est une commune rurale qui compte 3 336 habitants en 2022, après avoir connu une forte hausse de la population depuis 1975. Elle appartient à l'unité urbaine de Longages et fait partie de l'aire d'attraction de Toulouse. Ses habitants sont appelés les Longagiens ou  Longagiennes.
Le patrimoine architectural de la commune comprend trois  immeubles protégés au titre des monuments historiques : l'église Saint-André, inscrite en 1979, le château Sainte-Marie, inscrit et classé en 1984, et la halle-mairie de Longages, inscrite en 1999.

## Géographie

### Localisation
- 1Carte dynamique
- 2Carte OpenStreetMap
- 3Carte topographique
- 4Carte avec les communes environnantes

La commune de Longages se trouve dans le département de la Haute-Garonne, en région Occitanie.
Longages a pour particularité d'être au centre géographique du département de la Haute-Garonne
Elle se situe à 32 km à vol d'oiseau de Toulouse, préfecture du département, à 14 km de Muret, sous-préfecture, et à 19 km d'Auterive, bureau centralisateur du canton d'Auterive dont dépend la commune depuis 2015 pour les élections départementales.
La commune fait en outre partie du bassin de vie de Carbonne.
Les communes les plus proches sont : 
Capens (2,6 km), Noé (2,8 km), Montaut (4,1 km), Marquefave (4,2 km), Mauzac (4,7 km), Lavernose-Lacasse (4,9 km), Bérat (5,8 km), Peyssies (6,3 km).
Sur le plan historique et culturel, Longages fait partie du Volvestre, constitué des vallées de l'Arize et du Volp, proche de la vallée de la Garonne, situé au sud de Toulouse et en partie nord du Couserans.
Longages est limitrophe de sept autres communes.
| Bérat             | Lavernose-Lacasse |        |
| Bois-de-la-Pierre | Longages          | Noé    |
| Peyssies          | Carbonne          | Capens |

### Géologie et relief
La commune de Longages est établie à cheval sur la première et la deuxième terrasse de la Garonne, dans la plaine toulousaine de la Garonne.
La superficie de la commune est de 2 142 hectares ; son altitude varie de 190  à   220 mètres.

### Hydrographie

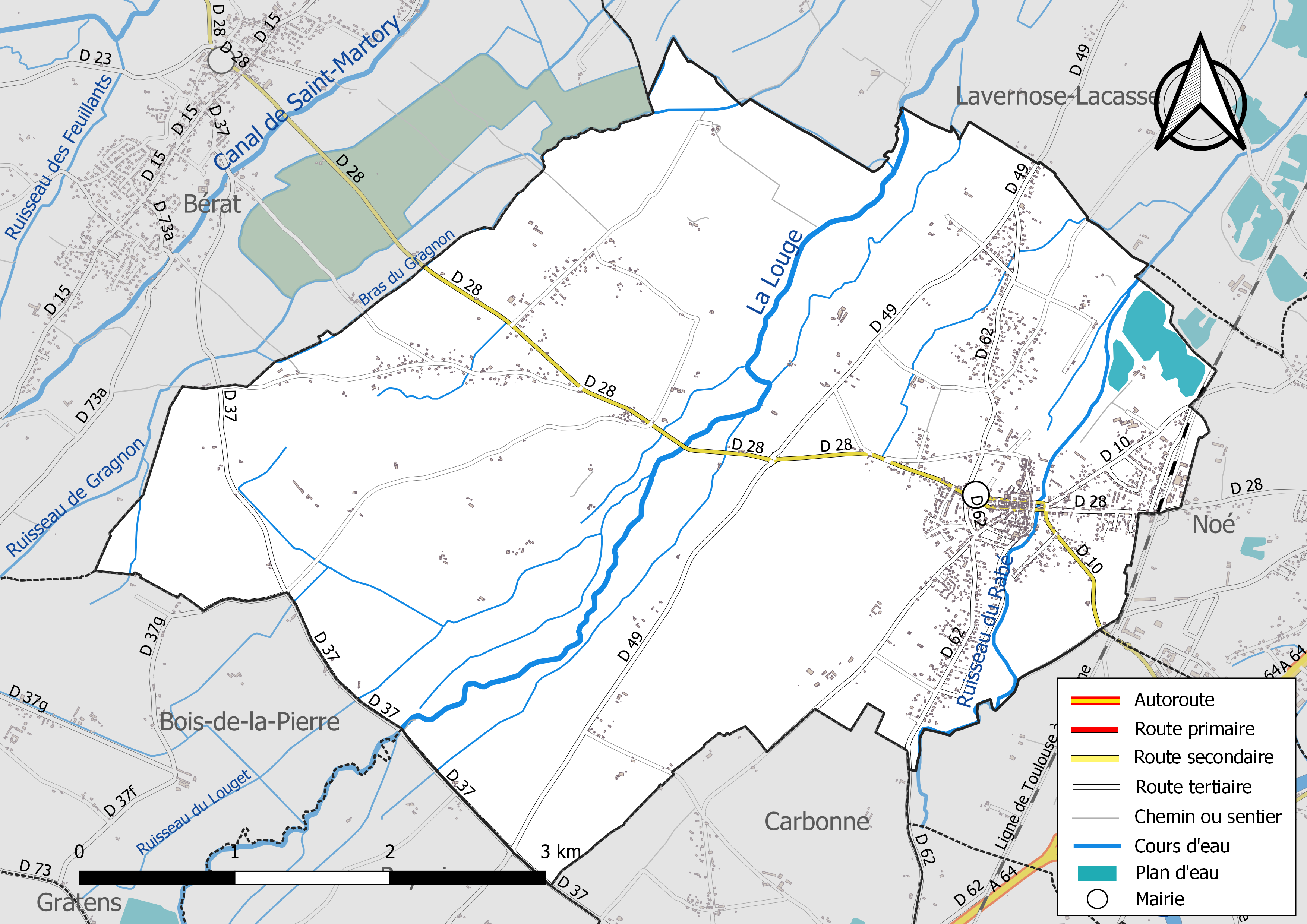
Réseaux hydrographique et routier de Longages.

La commune est dans le bassin de la Garonne, au sein du bassin hydrographique Adour-Garonne. Elle est drainée par la Louge, le ruisseau du Rabé, le ruisseau de Gragnon, un bras du Gragnon, le ruisseau du Louget et par divers petits cours d'eau, constituant un réseau hydrographique de 30 km de longueur totale,.
La Louge, d'une longueur totale de 100 km, prend sa source dans la commune de Villeneuve-Lécussan et s'écoule du sud-ouest vers le nord-est. Elle traverse la commune et se jette dans la Garonne à Muret, après avoir traversé 34 communes.
Le ruisseau du Rabé, d'une longueur totale de 10,3 km, prend sa source dans la commune de Marquefave et s'écoule vers le nord. Il traverse la commune et se jette dans la Louge à Le Fauga, après avoir traversé 5 communes.

### Climat
Pour des articles plus généraux, voir Climat de l'Occitanie et Climat de la Haute-Garonne.
En 2010, le climat de la commune est de type climat du Bassin du Sud-Ouest, selon une étude s'appuyant sur une série de données couvrant la période 1971-2000. En 2020, Météo-France publie une typologie des climats de la France métropolitaine dans laquelle la commune est exposée à un climat océanique altéré et est dans la région climatique Aquitaine, Gascogne, caractérisée par une pluviométrie abondante au printemps, modérée en automne, un faible ensoleillement au printemps, un été chaud (19,5 °C), des vents faibles, des brouillards fréquents en automne et en hiver et des orages fréquents en été (15 à 20 jours).
Pour la période 1971-2000, la température annuelle moyenne est de 13,1 °C, avec une amplitude thermique annuelle de 15,7 °C. Le cumul annuel moyen de précipitations est de 731 mm, avec 9,1 jours de précipitations en janvier et 5,6 jours en juillet. Pour la période 1991-2020, la température moyenne annuelle observée sur la station météorologique la plus proche, située sur la commune de Lherm à 9 km à vol d'oiseau, est de 13,6 °C et le cumul annuel moyen de précipitations est de 620,4 mm,. Pour l'avenir, les paramètres climatiques de la commune estimés pour 2050 selon différents scénarios d'émission de gaz à effet de serre sont consultables sur un site dédié publié par Météo-France en novembre 2022.

### Milieux naturels et biodiversité
Aucun espace naturel présentant un intérêt patrimonial n'est recensé sur la commune dans l'inventaire national du patrimoine naturel,,.

## Urbanisme

### Typologie
Au 1er janvier 2024, Longages est catégorisée bourg rural, selon la nouvelle grille communale de densité à sept niveaux définie par l'Insee en 2022.
Elle appartient à l'unité urbaine de Longages, une agglomération intra-départementale regroupant trois  communes, dont elle est ville-centre,,. Par ailleurs la commune fait partie de l'aire d'attraction de Toulouse, dont elle est une commune de la couronne,. Cette aire, qui regroupe 527 communes, est catégorisée dans les aires de 700 000 habitants ou plus (hors Paris),.

### Occupation des sols

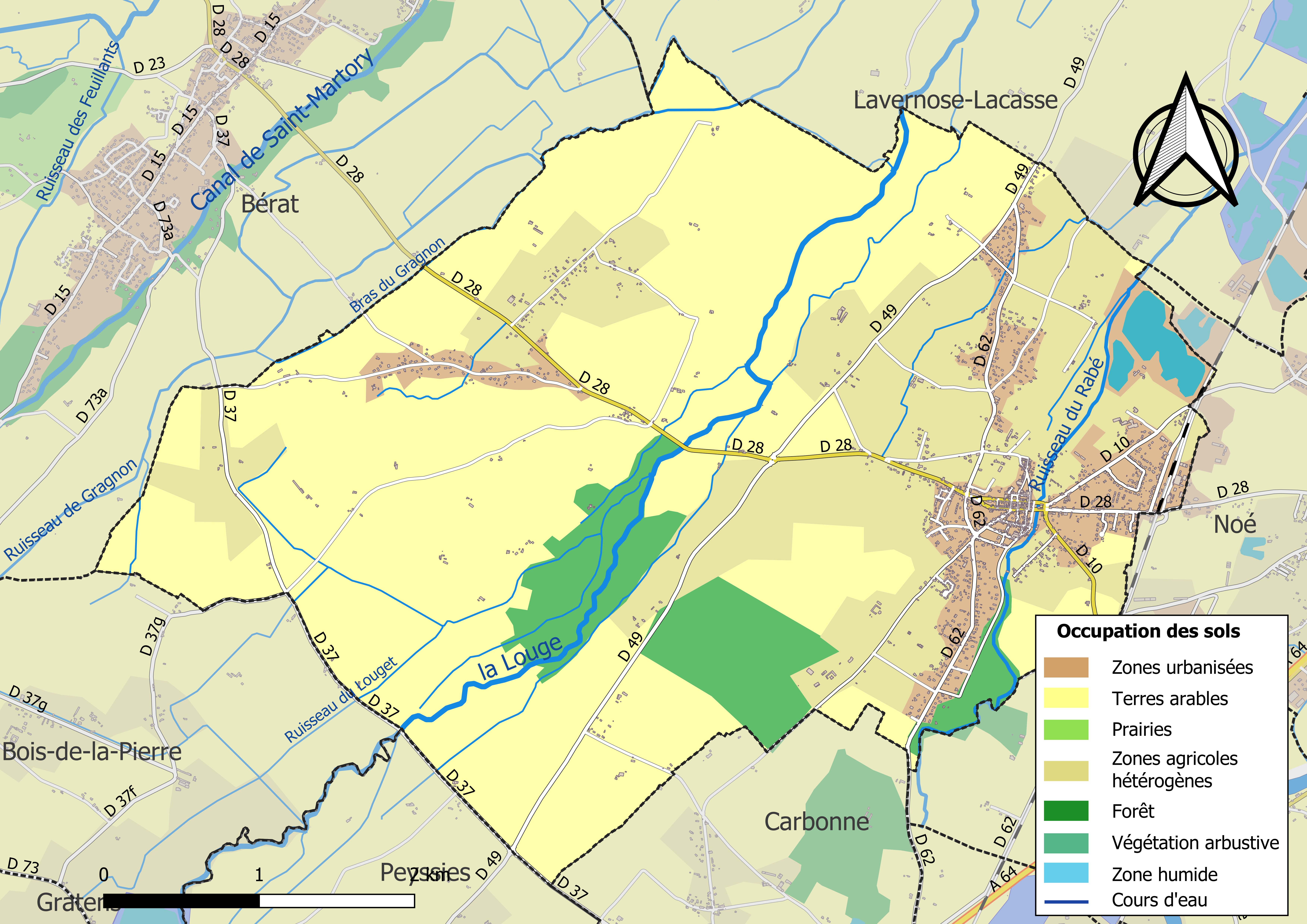
Carte des infrastructures et de l'occupation des sols de la commune en 2018 (CLC).

L'occupation des sols de la commune, telle qu'elle ressort de la base de données européenne d’occupation biophysique des sols Corine Land Cover (CLC), est marquée par l'importance des territoires agricoles (83,9 % en 2018), en diminution par rapport à 1990 (89,8 %). La répartition détaillée en 2018 est la suivante : 
terres arables (59,5 %), zones agricoles hétérogènes (24,4 %), zones urbanisées (8,6 %), forêts (4,6 %), eaux continentales (1,7 %), milieux à végétation arbustive et/ou herbacée (1,3 %). L'évolution de l’occupation des sols de la commune et de ses infrastructures peut être observée sur les différentes représentations cartographiques du territoire : la carte de Cassini (XVIIIe siècle), la carte d'état-major (1820-1866) et les cartes ou photos aériennes de l'IGN pour la période actuelle (1950 à aujourd'hui).

### Morphologie urbaine
L'essentiel des constructions est situé autour de la mairie.

### Logement
L'urbanisation croissante s'explique par la périurbanisation due à la proximité de Toulouse, Longages faisant partie de son aire urbaine.

### Risques naturels et technologiques
Longages est située sur une zone à risque d'inondation limité en bordure de la Louge ou du Ruisseau du Rabé crue et par ruissellement et remontées des nappes phréatiques.
La commune est également concernée par un risque de séisme de 1/5 (très faible).

### Voies de communication et transports

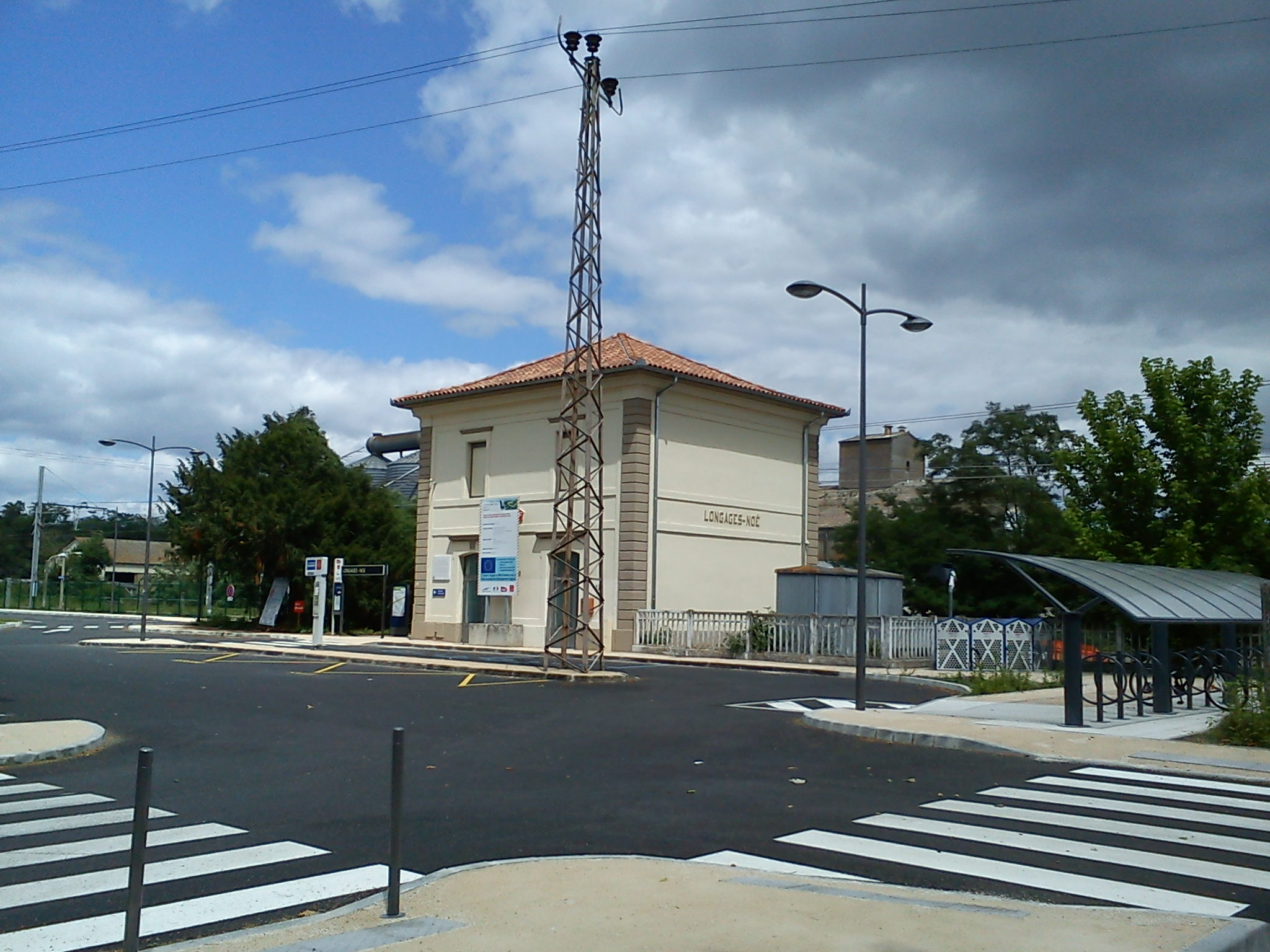
Gare de Longages - Noé

- Par la route : A64, accès par les sorties  28,  29 et  30.

- Par l'autobus : la ligne 61 du réseau Arc-en-Ciel dessert la commune.
- Par le train : TER Midi-Pyrénées, gare de Longages-Noé sur la ligne de Toulouse à Bayonne.
- Par l'avion : aéroport de Toulouse-Blagnac.

## Histoire
À partir du Moyen Âge jusqu'à sa disparition en 1790 pendant la Révolution française, Longages faisait partie du diocèse de Rieux.

### Seconde Guerre mondiale
Pour 1939-1945 voir : 

## Politique et administration

### Administration municipale
Le nombre d'habitants au recensement de 2017 étant compris entre 2 500 habitants et 3 499 habitants, le nombre de membres du conseil municipal pour l'élection de 2020 est de vingt trois,.

### Rattachements administratifs et électoraux
Commune faisant partie de la septième circonscription de la Haute-Garonne, de la communauté de communes du Volvestre et du canton d'Auterive (avant le redécoupage départemental de 2014, Longages faisait partie de l'ex-canton de Carbonne) et avant le 1er janvier 2017 elle faisait partie de la communauté de communes de Garonne Louge.

## Population et société

### Démographie
L'évolution du nombre d'habitants est connue à travers les recensements de la population effectués dans la commune depuis 1793. Pour les communes de moins de 10 000 habitants, une enquête de recensement portant sur toute la population est réalisée tous les cinq ans, les populations de référence des années intermédiaires étant quant à elles estimées par interpolation ou extrapolation. Pour la commune, le premier recensement exhaustif entrant dans le cadre du nouveau dispositif a été réalisé en 2007.

En 2022, la commune comptait 3 336 habitants, en évolution de +10,46 % par rapport à 2016 (Haute-Garonne : +8,02 %, France hors Mayotte : +2,11 %).
| 1793 | 1800 | 1806 | 1821 | 1831  | 1836 | 1841  | 1846  | 1851  |
| ---- | ---- | ---- | ---- | ----- | ---- | ----- | ----- | ----- |
| 791  | 960  | 845  | 882  | 1 038 | 956  | 1 214 | 1 038 | 1 057 |

| 1856  | 1861 | 1866  | 1872  | 1876  | 1881  | 1886  | 1891  | 1896 |
| ----- | ---- | ----- | ----- | ----- | ----- | ----- | ----- | ---- |
| 1 067 | 986  | 1 041 | 1 020 | 1 017 | 1 087 | 1 173 | 1 053 | 983  |

| 1901 | 1906  | 1911 | 1921 | 1926 | 1931 | 1936 | 1946 | 1954 |
| ---- | ----- | ---- | ---- | ---- | ---- | ---- | ---- | ---- |
| 953  | 1 003 | 948  | 913  | 916  | 882  | 847  | 846  | 862  |

| 1962 | 1968 | 1975  | 1982  | 1990  | 1999  | 2006  | 2007  | 2012  |
| ---- | ---- | ----- | ----- | ----- | ----- | ----- | ----- | ----- |
| 934  | 921  | 1 101 | 1 332 | 1 691 | 1 899 | 2 398 | 2 468 | 2 811 |

| 2017  | 2022  | - | - | - | - | - | - | - |
| ----- | ----- | - | - | - | - | - | - | - |
| 3 082 | 3 336 | - | - | - | - | - | - | - |

| selon la population municipale des années : | 1968 | 1975 | 1982 | 1990 | 1999 | 2006 | 2009 | 2013 |
| Rang de la commune dans le département      | 74   | 82   | 91   | 82   | 83   | 81   | 81   | 72   |
| Nombre de communes du département           | 592  | 582  | 586  | 588  | 588  | 588  | 589  | 589  |

## Économie

### Revenus
En 2018  (données Insee publiées en septembre 2021), la commune compte 1 205 ménages fiscaux, regroupant 3 136 personnes. La médiane du revenu disponible par unité de consommation est de 22 540 € (23 140 € dans le département). 48 % des ménages fiscaux sont imposés (55,3 % dans le département).

### Emploi
|                | 2008  | 2013  | 2018  |
| -------------- | ----- | ----- | ----- |
| Commune        | 6,2 % | 4,7 % | 9,7 % |
| Département    | 7,7 % | 9,6 % | 9,3 % |
| France entière | 8,3 % | 10 %  | 10 %  |

En 2018, la population âgée de 15 à 64 ans s'élève à 1 932 personnes, parmi lesquelles on compte 79,4 % d'actifs (69,7 % ayant un emploi et 9,7 % de chômeurs) et 20,6 % d'inactifs,. En  2018, le taux de chômage communal (au sens du recensement) des 15-64 ans est supérieur à celui du département, mais inférieur à celui de la France, alors qu'il était inférieur à celui du département et de la France en 2008.
La commune fait partie de la couronne de l'aire d'attraction de Toulouse, du fait qu'au moins 15 % des actifs travaillent dans le pôle,. Elle compte 497 emplois en 2018, contre 408 en 2013 et 377 en 2008. Le nombre d'actifs ayant un emploi résidant dans la commune est de 1 357, soit un indicateur de concentration d'emploi de 36,6 % et un taux d'activité parmi les 15 ans ou plus de 64,8 %.
Sur ces 1 357 actifs de 15 ans ou plus ayant un emploi, 263 travaillent dans la commune, soit 19 % des habitants. Pour se rendre au travail, 87,8 % des habitants utilisent un véhicule personnel ou de fonction à quatre roues, 4,9 % les transports en commun, 3 % s'y rendent en deux-roues, à vélo ou à pied et 4,3 % n'ont pas besoin de transport (travail au domicile).

### Activités hors agriculture

#### Secteurs d'activités
234 établissements sont implantés  à Longages au 31 décembre 2019. Le tableau ci-dessous en détaille le nombre par secteur d'activité et compare les ratios avec ceux du département,.
| Secteur d'activité                                                                                        | Commune | Commune | Département |
| Secteur d'activité                                                                                        | Nombre  | %       | %           |
| --- | ------- | ------- | ----------- |
| Ensemble                                                                                                  | 234     | 100 %   | (100 %)     |
| Industrie manufacturière, industries extractives et autres                                                | 12      | 5,1 %   | (5,7 %)     |
| Construction                                                                                              | 54      | 23,1 %  | (12 %)      |
| Commerce de gros et de détail, transports, hébergement et restauration                                    | 47      | 20,1 %  | (25,9 %)    |
| Information et communication                                                                              | 8       | 3,4 %   | (4,1 %)     |
| Activités financières et d'assurance                                                                      | 3       | 1,3 %   | (3,8 %)     |
| Activités immobilières                                                                                    | 5       | 2,1 %   | (4,2 %)     |
| Activités spécialisées, scientifiques et techniques et activités de services administratifs et de soutien | 33      | 14,1 %  | (19,8 %)    |
| Administration publique, enseignement, santé humaine et action sociale                                    | 40      | 17,1 %  | (16,6 %)    |
| Autres activités de services                                                                              | 32      | 13,7 %  | (7,9 %)     |

Le secteur de la construction est prépondérant sur la commune puisqu'il représente 23,1 % du nombre total d'établissements de la commune (54 sur les 234 entreprises implantées  à Longages), contre 12 % au niveau départemental.

#### Entreprises et commerces
Les cinq entreprises ayant leur siège social sur le territoire communal qui génèrent le plus de chiffre d'affaires en 2020 sont : 
- Couleur Brique, travaux de maçonnerie générale et gros œuvre de bâtiment (5 525 k€)
- SAS Iglou, commerce d'alimentation générale (502 k€)
- Transports LM, transports routiers réguliers de voyageurs (119 k€)
- Meso-Star, conseil en systèmes et logiciels informatiques (118 k€)
- K Design, travaux de menuiserie bois et PVC (77 k€)

L'agriculture basée sur la culture de céréales (maïs, blé…) a encore une place importante mais tend à diminuer en faveur de zones résidentielles liées à la proximité de l'agglomération toulousaine.
L'artisanat ainsi que le commerce y sont bien représentés.

### Agriculture
La commune est dans « les Vallées », une petite région agricole consacrée à la polyculture sur les plaines et terrasses alluviales qui s’étendent de part et d’autre des sillons marqués par la Garonne et l’Ariège. En 2020, l'orientation technico-économique de l'agriculture  sur la commune est l'exploitation de grandes cultures (hors céréales et oléoprotéagineuses).
|               | 1988  | 2000  | 2010  | 2020  |
| ------------- | ----- | ----- | ----- | ----- |
| Exploitations | 47    | 31    | 21    | 28    |
| SAU (ha)      | 1 453 | 1 485 | 1 432 | 1 658 |

Le nombre d'exploitations agricoles en activité et ayant leur siège dans la commune est passé de 47 lors du recensement agricole de 1988  à 31 en 2000 puis à 21 en 2010 et enfin à 28 en 2020, soit une baisse de 40 % en 32 ans. Le même mouvement est observé à l'échelle du département qui a perdu pendant cette période 57 % de ses exploitations,. La surface agricole utilisée sur la commune a quant à elle augmenté, passant de 1 453 ha en 1988 à 1 658 ha en 2020. Parallèlement la surface agricole utilisée moyenne par exploitation a augmenté, passant de 31 à 59 ha.

## Culture locale et patrimoine

### Lieux et monuments
- Château Sainte-Marie, classé au titre des monuments historiques en 1984[39].
- Chapelle Notre-Dame-de-la-Louge au lieu-dit Castex[40].
- Halle-mairie de Longages construite par François Hennebique, classée au titre des monuments historiques en 1999[41].
- Église Saint-André, vouée à saint André, classée au titre des monuments historiques en 1979[42].
- Abbaye des Dames de Fontevrault de Longages

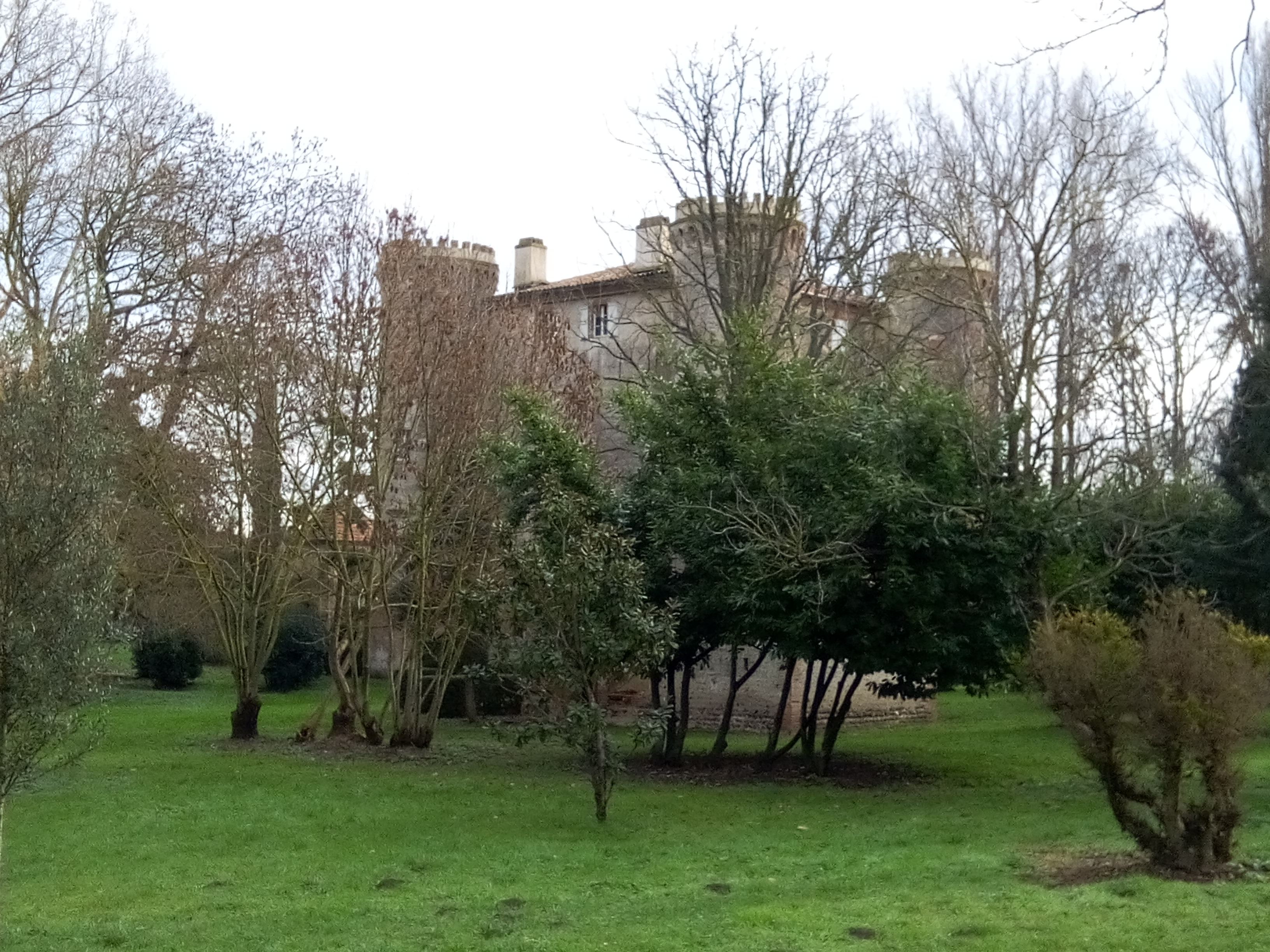
Château Sainte-Marie
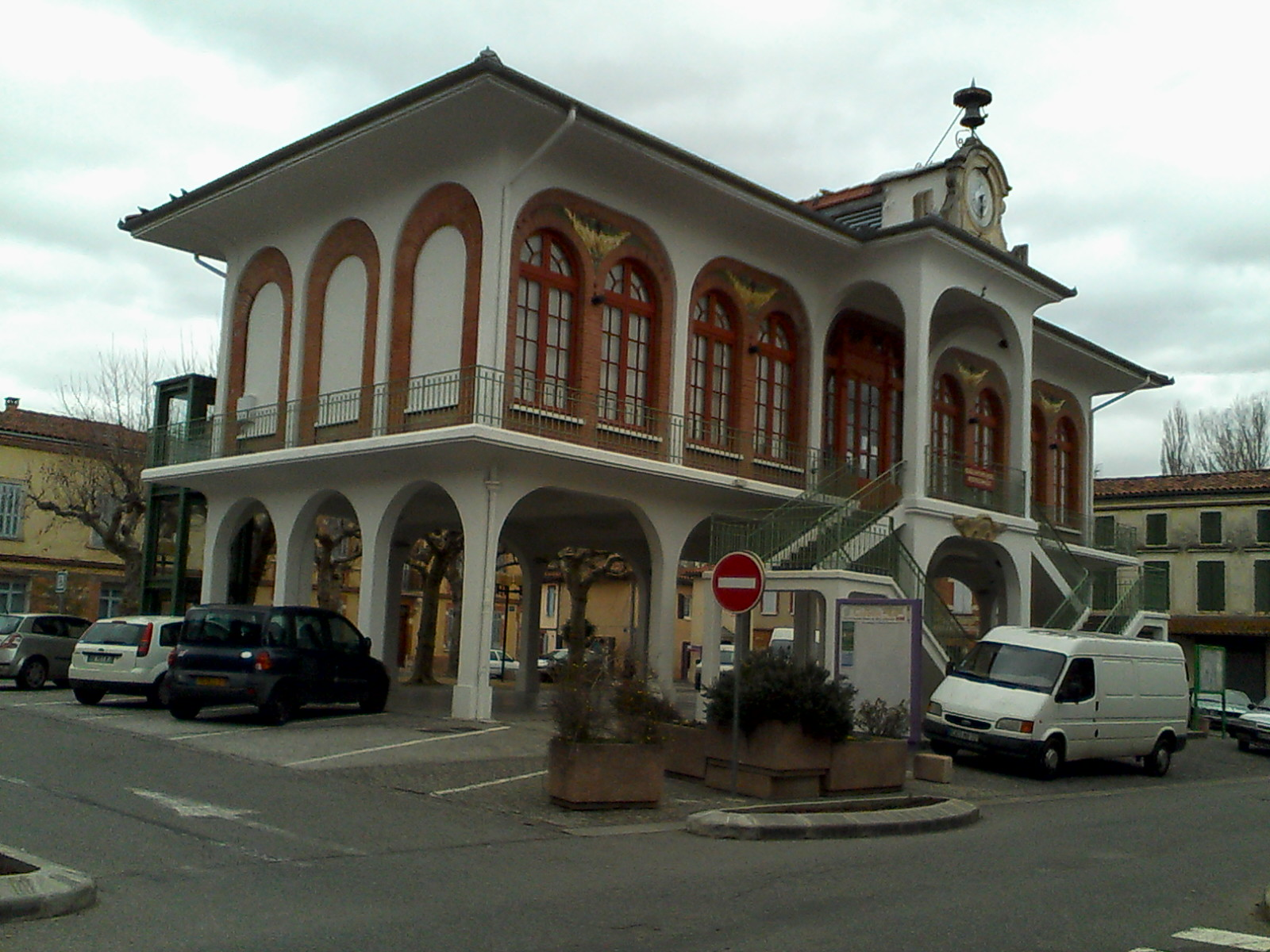
Halle de Longages.
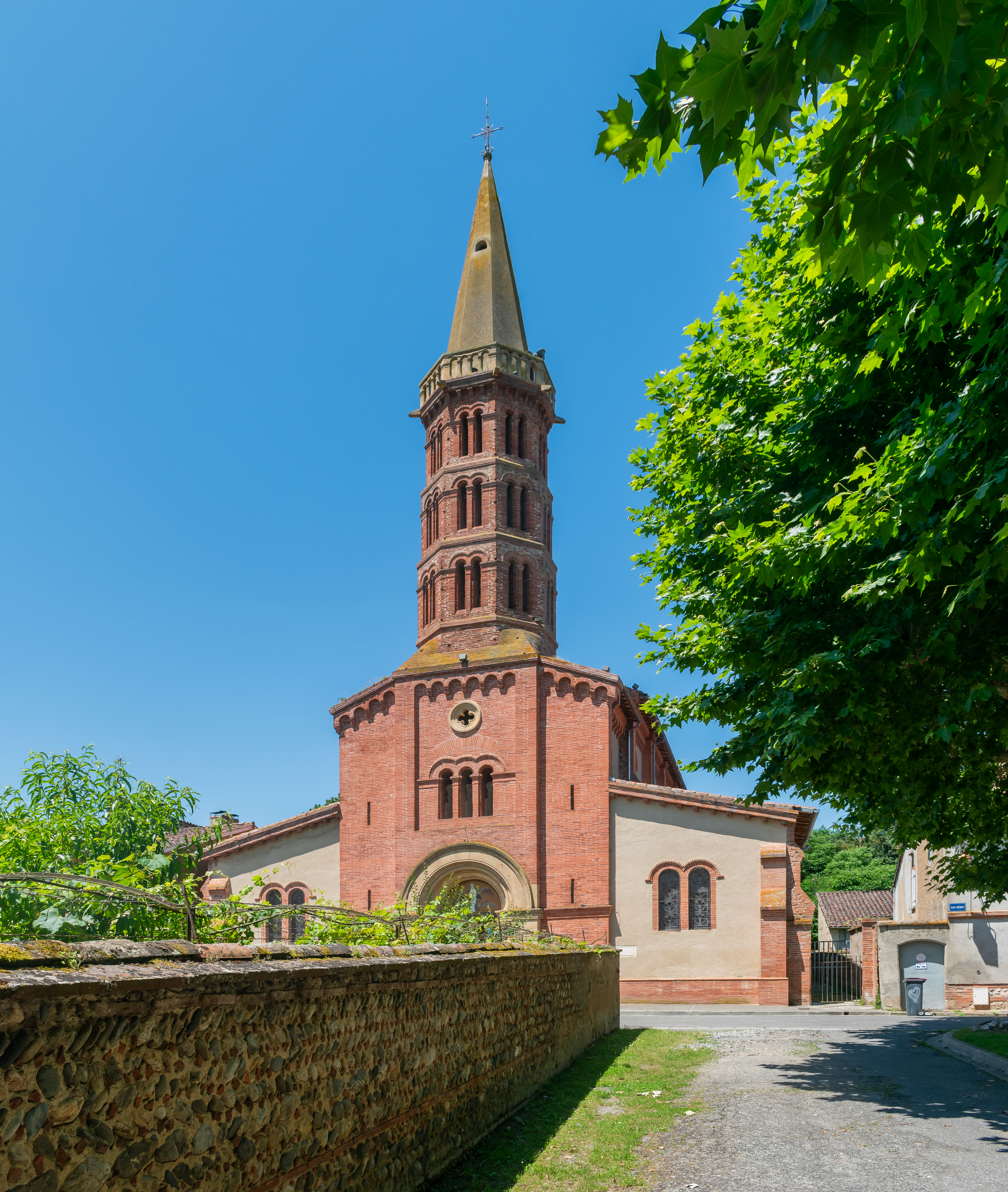
Église Saint-André de Longages
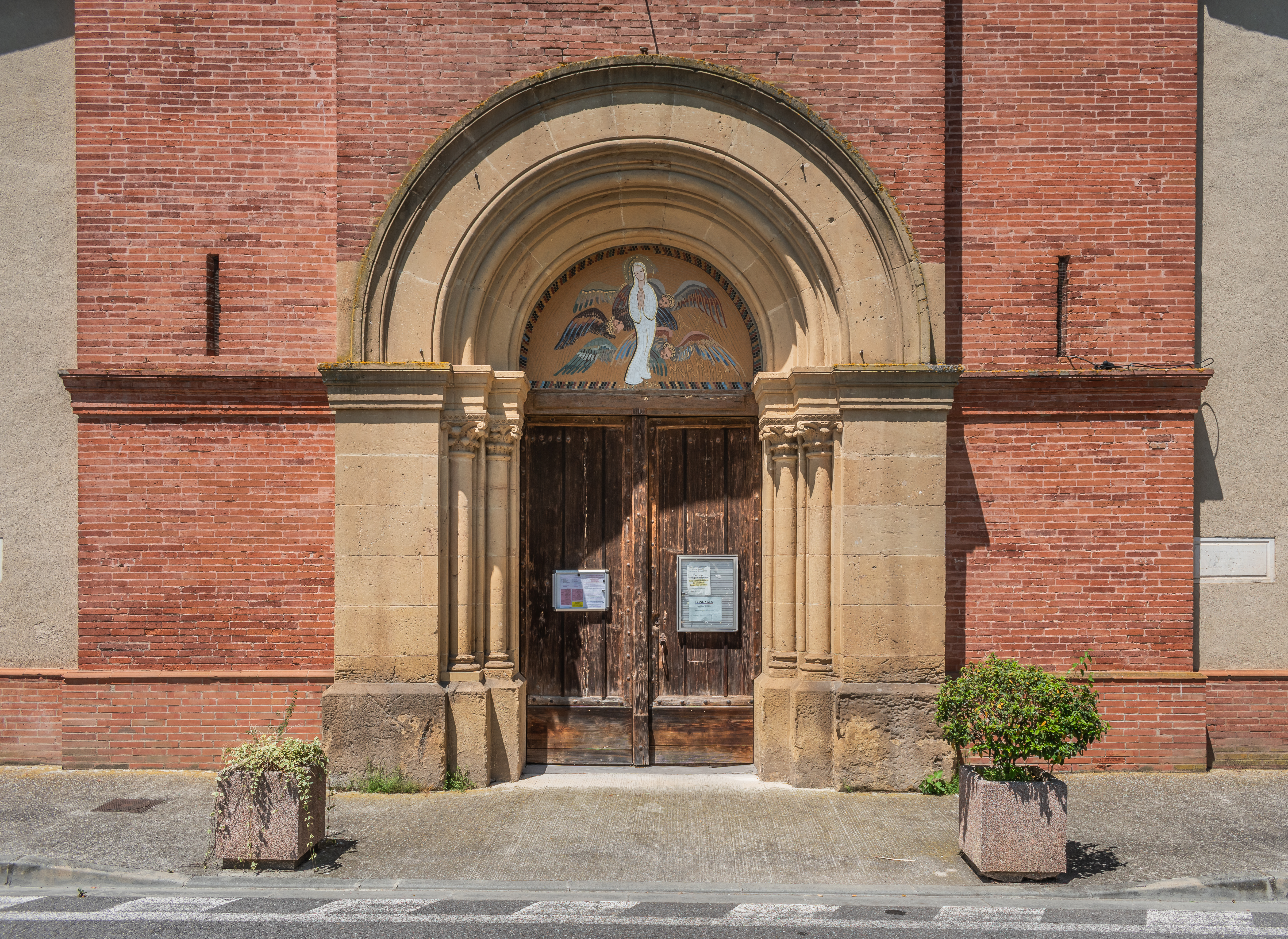
Portail de l'église
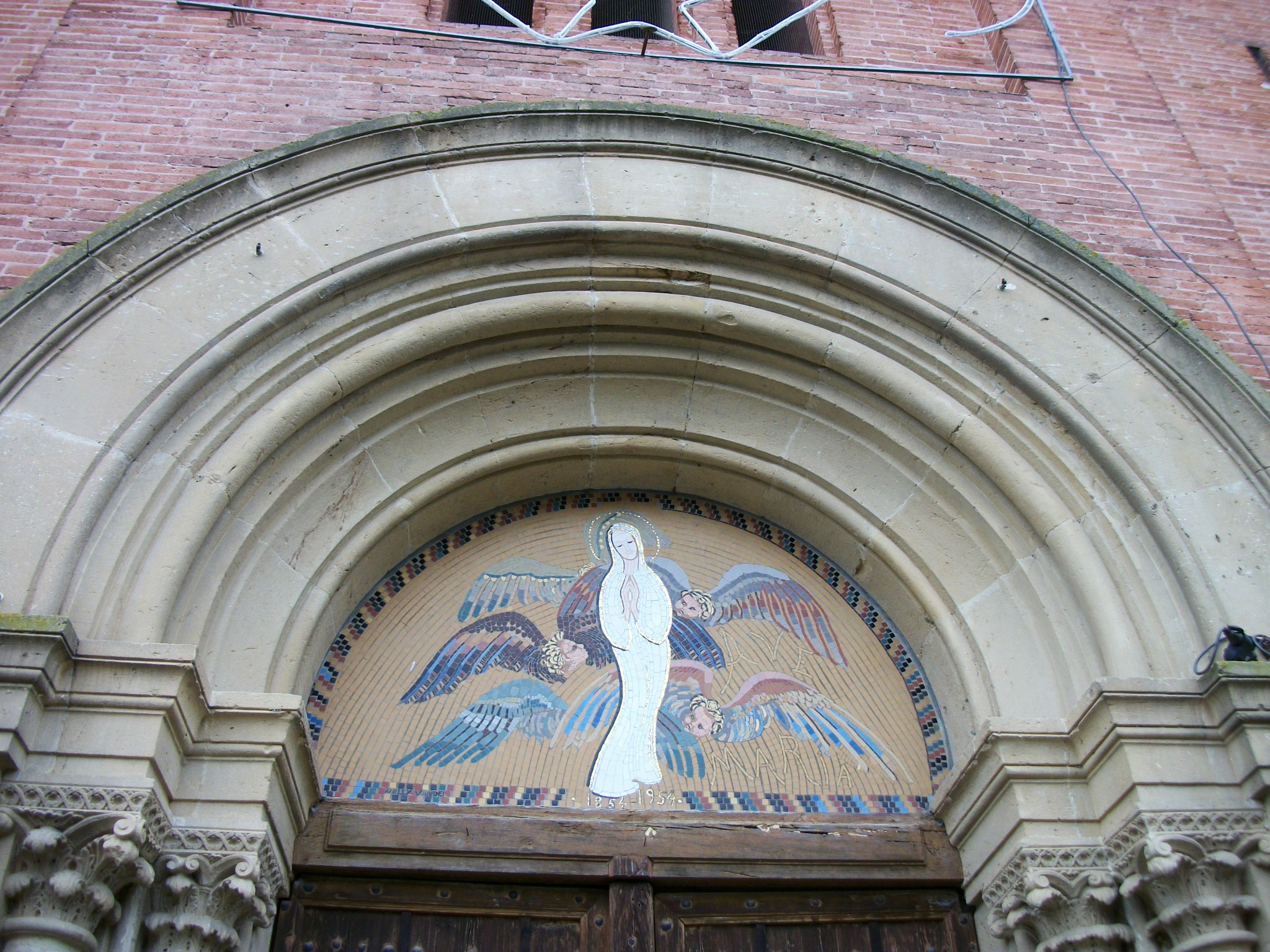
Tympan du portail de l'église où est représentée l'Immaculée Conception. La fresque a été réalisée sur le tympan en 1954 pour fêter le centenaire du dogme de l'Immaculée Conception proclamé par l'église catholique le 8 décembre 1854 par le pape Pie IX.
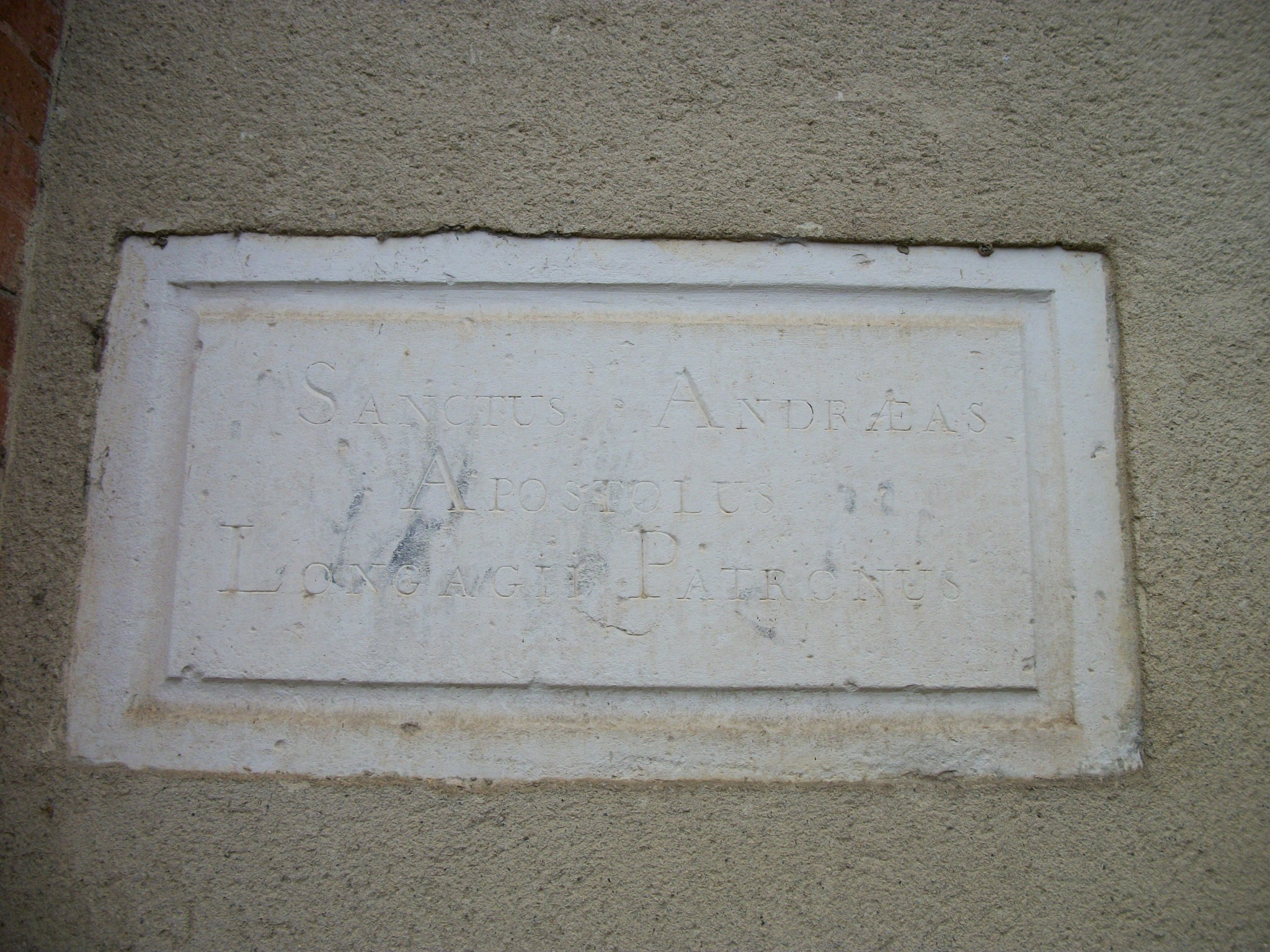
Bloc de calcaire où est inscrit en latin : "Sanctus Andreas, Apostolus, Longagii Patronus" signifiant en français : "Saint André, Apôtre, Patron de Longages".
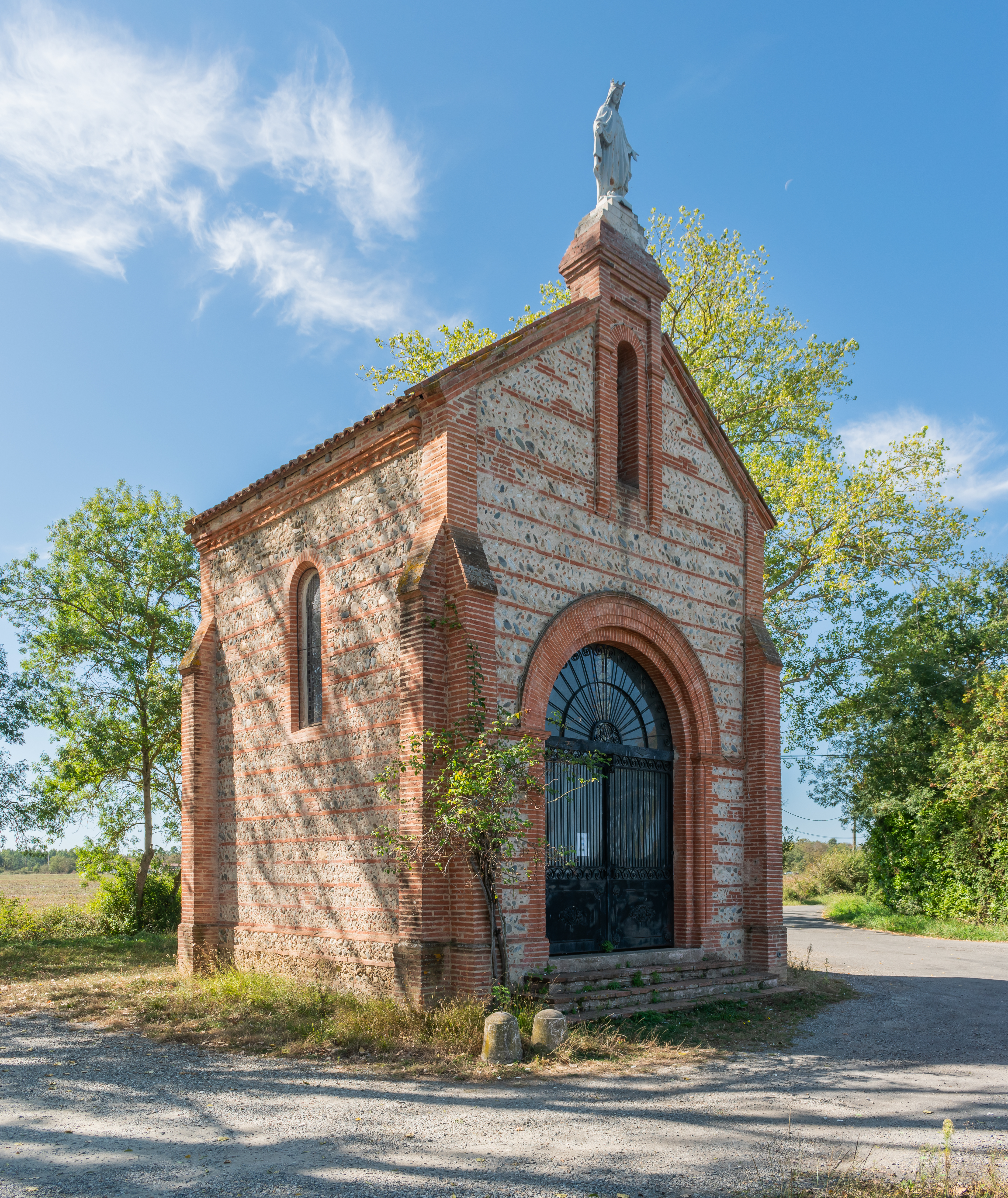
Chapelle Notre-Dame de Castex

### Personnalités liées à la commune
- Jean-Baptiste Doumeng homme d'affaires;
- François Hennebique ingénieur;
- Nicolas Corato joueur de rugby à XV né sur la commune ;
- Henri Heurtebise poète et éditeur.

## Vie pratique

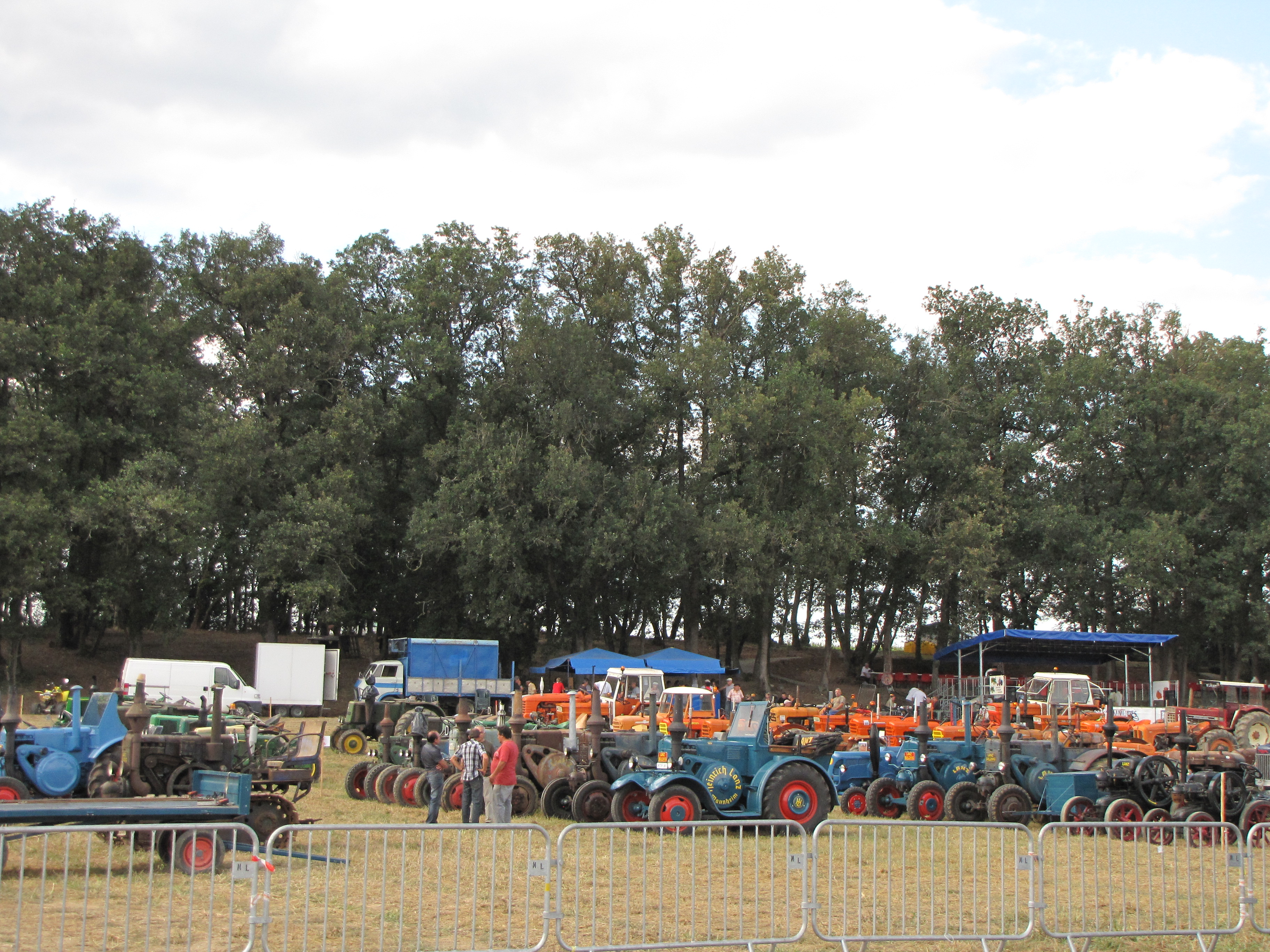
Fête de l'association Labour Passion 2011.

### Enseignement
Longages fait partie de l'académie de Toulouse.
Sur la commune, il existe une crèche inter-communale (associative), une école maternelle et une école élémentaire, le tout étant complémenté par la bibliothèque municipale. Le collège était situé sur la commune voisine de Carbonne jusqu'en 2013, date de l'ouverture d'un nouveau collège sur la commune de Noé en limite de la commune et de la commune voisine de Capens.

### Santé
Pharmacie, médecin,

### Culture
La fête locale de Longages a lieu tous les ans à la mi-août, fête de l'association Labour Passion premier dimanche de septembre, arts plastiques, chorale, bibliothèque, foyer du Rabé,

### Activités sportives
Club de rugby à XV Rugby Carbonne Longages XV dans le championnat Midi-Pyrénées Promotion Honneur. Palmarès : champion de France Promotion d’honneur de rugby à XV en 1995, champion de France 1re série de rugby à XV en 2007.
ASL ou association longagienne de football, Longages Espoir Cycliste cyclisme, Judo club, tennis, 12e étape du Tour de France 2019, circuit de moto-cross,

### Écologie et recyclage
La collecte et le traitement des déchets des ménages et des déchets assimilés ainsi que la protection et la mise en valeur de l'environnement se font dans le cadre de la communauté de communes du Volvestre.
Il existe une déchèterie sur la commune de Carbonne en limite de la commune de Peyssies.

## Pour approfondir